# جزيرة بانكس
تقع جزيرة بانكس، التي تعد واحدة من أكبر جزر أرخبيل القطب الشمالي الكندي، في منطقة إنوفيك بـ الأقاليم الشمالية الغربية، في كندا. ويفصلها عن جزيرة فيكتوريا من شرقها مضيق أمير ويلز ومن البر الرئيسي خليج أموندسن في جنوبها. ويقع بحر بيوفورت إلى الغرب منها. ومن ناحية الشمال الشرقي، يفصل مضيق مكلور الجزيرة عن جزيرة الأمير باتريك وجزيرة ميلفيل.
في عام 1820، رأى السير ويليام إدوارد باري (William Edward Parry) هذه الجزيرة من على جزيرة ميلفيل وسماها «جزيرة بانكس» على شرف جوزيف بانكس (Joseph Banks). ومع ذلك، أثناء استكشاف روبرت مكلور (Robert McClure) للمنطقة (1850–1854) تميزت الجزيرة على خرائطهم باسم «جزيرة بارينج». وتجمد مكلور مضيق أمير ويلز، وفي العام التالي، أبحر بالكاد حول الجزيرة ولكنه تجمد مرة أخرى في خليج ميرسي.
وتقع المستوطنة الدائمة الوحيدة على الجزيرة، ميناء ساكس أو إكواك، وهي قرية صغيرة يقطنها شعب الإنويت، على الساحل الجنوبي الغربي. وتم إنشاء محميتين للطيور المهاجرة تابعتين للحكومة الفيدرالية على الجزيرة عام 1961. وتعتبر هذه الجزيرة غير مشجرة، حيث ينمو أطول نبات بها وهو صفصاف القطب الشمالي، من حين لآخر على ارتفاع يصل إلى ركبة أحد الأشخاص ولكنه لا ينمو لأطول من 10 سـم (3.9 بوصة).
تغطي جزيرة بانكس مساحة 70,028 كـم2 (27,038 ميل2) وتعد الجزيرة رقم 24 من أكبر الجزر على مستوى العالم وخامس أكبر جزيرة في كندا. ويبلغ امتدادها حوالي 380 كـم (240 ميل) طولاً، وعند أوسع نقطة لها في الطرف الشمالي، 290 كـم (180 ميل) عرضًا. بينما تقع أعلى نقطة على الجزيرة في الجنوب، وهي مرتفعات درهام التي يمتد ارتفاعها لنحو 730 م (2,400 قدم). وهي جزء من أرخبيل القطب الشمالي الكندي ويبلغ عدد سكانها 114 نسمة عام 2001، جميعهم في ميناء ساكس. وتعد جزيرة بانكس موطنًا لثلثي عدد إوز الثلوج الأصغر حجمًا في العالم، الذين يشقون طريقهم عبر خليج أموندسن من البر الرئيسي. وهناك صيد سنوي للإوز في الربيع خارج ميناء ساكس. وتعد الجزيرة جزءًا من المجال الحيوي البيئي لنباتات تندرا في العالم، الذي تكون فيه فصول الشتاء شديدة البرودة. كما أنها موطنًا لـوعل الأرض الجرداء والدب القطبي وثور المسك ولطيور مثل السمنة والسنونو. ويعيش أكثر من 68000 ثور مسك على الجزيرة، وهو غالبية ثيران المسك في العالم.
تحمي أوليفيك ناشيونال بارك في كندا، وهي حديقة طائرة، حوالي 12,274 كـم2 (4,739 ميل2) من الأراضي المنخفضة في الـأركتيك في الطرف الشمالي من الجزيرة. ويوجد بالحديقة أعلى كثافة لثيران المسك على الأرض، كما أنها موطنًا لسلالة وعل بيري (Peary caribou) المهددة بالانقراض. ويجري نهر تومسن عبر الحديقة، وهو النهر الصالح للملاحة الذي يقع أقصى الشمال (بواسطة قارب الكانو) في أمريكا الشمالية. ويعد طائر الترمجان والغداف هما الطيور الوحيدة التي توجد على مدار العام في الحديقة، على الرغم من الزيارة الموسمية التي يقوم بها 43 نوعًا للمنطقة.
وقد قُتل أول دب أشيب-قطبي مهجن، مؤكد وجوده في البرية، على جزيرة بانكس في أبريل 2006، بالقرب من ميناء ساكس.

## السفينة الباحثة إتش إم إس (HMS)
في يوليو 2010، وجد علماء الآثار التابعين إلى وكالة باركس كندا، والذين كانوا يبحثون عن السفينة الباحثة إتش إم إس، هذه السفينة بعد بدء عملية المسح بالـسونار لـخليج ميرسي على جزيرة بانكس بخمس عشرة دقيقة. ولم يكن طاقم علم الآثار لديه أي خطط لرفع السفينة، فهم سيقومون بمسح شامل بالسونار للمنطقة ثم يقوموا بإرسال مركبة تعمل عن بعد.